# Picture File
Picture File (PICT) är ett filformat för Macintosh och används för ikoner och systemgrafik. Den hanterar både objekt och pixelgrafik.